# Capuronia madagascariensis
Capuronia es un género monotípico de plantas con flores perteneciente a la familia Lythraceae. Su única especie, Capuronia madagascariensis, es originaria de Madagascar. Fue descrita por Alicia Lourteig y publicado en  Comptes Rendus Hebdomadaires des Séances de l'Académie des Sciences 251: 1033 en el año 1960.

## Descripción y hábitat
Son arbustos o pequeños árboles que se encuentran en las regiones subáridas, entre arbustos y matorral, en los bosques a una altura de 0-1000 metros de altura. Son endémicos de Madagascar, donde se distribuyen por  Antsiranana, Mahajanga y Toliara.

## Sinonimia
- Euphorbia benoistii Leandri[1]